# طرح‌نگار چاپی
طرح نگار چاپی یا لیتوگرافی چاپی (به انگلیسی: Nano-imprint Lithography) یک روش غیرتابشی است، که مبتنی بر قالبگیری می‌باشد. در این روش ابتدا باید الگویی از طرح ایجاد شود. این الگو می‌تواند از جنس کوارتز یا سیلیکون باشد. برای ایجاد طرح بر روی زیرلایه، مقدار کمی از یک پلیمر بر روی سطح توزیع شده و در اثر اعمال فشار و تغییر دما، الگو بر روی آن، انتقال یافته و آنگاه با فرایند سونش طرح به زیرلایه منتقل می‌شود.